# Ponte del Batán
Il ponte del Batán, (Puente del Batán in spagnolo), chiamato anche Puente Nuevo (Ponte nuovo), si trova nel territorio del comune di Colmenar Viejo, nella Comunità di Madrid (Spagna). Attraversa il fiume Manzanarre nel suo alto corso, ed è situato a poca distanza dal km 39 della strada M-607, che collega Colmenar Viejo con Cerceda. Esiste una deviazione segnalata da questa strada che permette l'accesso diretto al ponte, che si trova all'interno del Parco regionale dell'alto bacino del Manzanarre.

## Storia
Nonostante la tradizione gli attribuisca un'origine romana, il ponte fu costruito nel Medioevo. Prende nome da un'antica gualchiera (batán in spagnolo) che si trovava a monte, e a partire dal XVI secolo fu conosciuto anche come Puente Nuevo. Questa denominazione probabilmente si originò dopo un restauro seguito a una piena del fiume.
Sono documentate altre piene del fiume, come quella del settembre 1680, che obbligò la ricostruzione del ponte nel dicembre 1681.
Per il ponte del Batán passa una variante della Cañada Real Segoviana, un cammino di transumanza di circa 500 km, che collega le attuali province di Burgos y Badajoz. Anche il sentiero Grande Randonnée GR-124, coincidente con il ramo madrileno del Cammino di Santiago di Compostela, passa per questo ponte.

## Descrizione
Il ponte, che attraversa una gola del fiume, si appoggia direttamente sulla roccia delle pareti. È costituito da un unico arco a tutto sesto di 10,5 m di luce e quasi 4 di larghezza. I cunei sono costruiti in pietra di granito, materiale molto abbondante nella zona.
Nel XX secolo si aggiunsero parapetti per proteggere i viandanti da possibili cadute al fiume. I lavori di restauro del ponte sono previsti per il 2014.